# Echeta rhodographa
Echeta rhodographa är en fjärilsart som beskrevs av Paul Dognin 1914. Echeta rhodographa ingår i släktet Echeta och familjen björnspinnare. Inga underarter finns listade i Catalogue of Life.